# Kadambur
Kadambur là một thị xã panchayat của quận Toothukudi thuộc bang Tamil Nadu, Ấn Độ.

## Địa lý
Kadambur có vị trí 8°59′B 77°52′Đ / 8,98°B 77,87°Đ Nó có độ cao trung bình là 84 mét (275 feet).

## Nhân khẩu
Theo điều tra dân số năm 2001 của Ấn Độ, Kadambur có dân số 4379 người. Phái nam chiếm 49% tổng số dân và phái nữ chiếm 51%. Kadambur có tỷ lệ 68% biết đọc biết viết, cao hơn tỷ lệ trung bình toàn quốc là 59,5%: tỷ lệ cho phái nam là 76%, và tỷ lệ cho phái nữ là 61%. Tại Kadambur, 10% dân số nhỏ hơn 6 tuổi.